# Райнер, Ивонна
Иво́нна Ра́йнер (англ. Yvonne Rainer, 24 ноября 1934, Сан-Франциско) — американская танцовщица, хореограф, автор перформансов, кинорежиссёр, крупнейшая фигура американской постмодерной культуры.

## Биография
Отец — итальянец, мать — польская еврейка, оба левых убеждений. С 15 лет посещала митинги радикальной молодежи. В Сан-Франциско Ивонна Райнер знакомится с художником-абстракционистом Алом Хелдом. В августе 1956 года пара переезжает в Нью-Йорк, и в 1957-м регистрирует брак (распавшийся в 1959-м).
В Нью-Йорке Ивонна поступила в школу Марты Грэм. Познакомилась с Джоном Кейджем. Училась у Мерса Каннингема, вошла в круг его ближайших сотрудников и вместе с Тришей Браун, Мередит Монк, Лусиндой Чайлдс, Стивом Пакстоном в число организаторов (1962) и наиболее активных артистов Балетного театра Джадсона. Во второй половине 1960-х пришла к кино. В 2000-х как хореограф сотрудничала с Михаилом Барышниковым в рамках его проекта The White Oak.

## Хореографические работы
- Ordinary Dance (1962)
- We Shall Run (1963)
- Trio A (1966)

## Фильмография
- Hand Movie (1968, короткометражный)
- Rhode Island Red (1968, короткометражный)
- Trio Film (1968, короткометражный)
- Line (1969, короткометражный)
- Lives of Performers (1972)
- Film About a Woman Who… (1974)
- Kristina Talking Pictures (1976)
- Journey from Berlin/1971 (1980, премия Ассоциации кинокритиков Лос-Анджелеса)
- The Man Who Envied Women (1985)
- Privilege (1991, премия КФ Санденс)
- MURDER and murder (1996, премия Берлинского МКФ за лучший документальный фильм)
- After Many a Summer Dies the Swan: Hybrid (2002, короткометражный)

## Тексты
- A Woman Who… Essays, Interviews, Scripts. Baltimore & London: The Johns Hopkins UP, 1999
- Feelings Are Facts: A Life. Cambridge; London: The MIT Press, 2006 (автобиография)

## Признание
Участвовала в Шестой и Двенадцатой выставках documenta. Премия Майи Дерен (1988). Стипендия Макартура («Грант гения», 1990).